# Episodi di In Treatment (serie televisiva 2013) (seconda stagione)
La seconda stagione della serie televisiva In Treatment è trasmessa sulla rete Sky Atlantic e Sky Cinema Cult dal 23 novembre 2015 all'8 gennaio 2016.
| nº | Titolo                                       | Prima TV Italia  |
| -- | -------------------------------------------- | ---------------- |
| 1  | Irene - 1ª settimana                         | 23 novembre 2015 |
| 2  | Mattia, Lea e Pietro - 1ª settimana          | 24 novembre 2015 |
| 3  | Guido - 1ª settimana                         | 25 novembre 2015 |
| 4  | Elisa - 1ª settimana                         | 26 novembre 2015 |
| 5  | Anna e Giovanni - 1ª settimana               | 27 novembre 2015 |
| 6  | Irene - 2ª settimana                         | 30 novembre 2015 |
| 7  | Mattia, Lea e Pietro - 2ª settimana          | 1º dicembre 2015 |
| 8  | Guido - 2ª settimana                         | 2 dicembre 2015  |
| 9  | Elisa - 2ª settimana                         | 3 dicembre 2015  |
| 10 | Anna e Giovanni - 2ª settimana               | 4 dicembre 2015  |
| 11 | Irene - 3ª settimana                         | 7 dicembre 2015  |
| 12 | Mattia, Lea e Pietro - 3ª settimana          | 8 dicembre 2015  |
| 13 | Guido - 3ª settimana                         | 9 dicembre 2015  |
| 14 | Elisa - 3ª settimana                         | 10 dicembre 2015 |
| 15 | Anna e Giovanni - 3ª settimana               | 11 dicembre 2015 |
| 16 | Irene - 4ª settimana                         | 14 dicembre 2015 |
| 17 | Mattia, Lea e Pietro - 4ª settimana          | 15 dicembre 2015 |
| 18 | Guido - 4ª settimana                         | 16 dicembre 2015 |
| 19 | Elisa - 4ª settimana                         | 17 dicembre 2015 |
| 20 | Anna e Giovanni - 4ª settimana               | 18 dicembre 2015 |
| 21 | Irene - 5ª settimana                         | 21 dicembre 2015 |
| 22 | Mattia, Lea e Pietro - 5ª settimana          | 22 dicembre 2015 |
| 23 | Guido - 5ª settimana                         | 23 dicembre 2015 |
| 24 | Elisa - 5ª settimana                         | 24 dicembre 2015 |
| 25 | Anna e Giovanni - 5ª settimana               | 25 dicembre 2015 |
| 26 | Irene - 6ª settimana                         | 28 dicembre 2015 |
| 27 | Mattia, Lea e Pietro - 6ª settimana          | 29 dicembre 2015 |
| 28 | Guido - 6ª settimana                         | 30 dicembre 2015 |
| 29 | Elisa - 6ª settimana                         | 31 dicembre 2015 |
| 30 | Anna e Giovanni - 6ª settimana               | 1º gennaio 2016  |
| 31 | Irene - 7ª e ultima settimana                | 4 gennaio 2016   |
| 32 | Mattia, Lea e Pietro - 7ª e ultima settimana | 5 gennaio 2016   |
| 33 | Guido - 7ª e ultima settimana                | 6 gennaio 2016   |
| 34 | Elisa - 7ª e ultima settimana                | 7 gennaio 2016   |
| 35 | Anna e Giovanni - 7ª e ultima settimana      | 8 gennaio 2016   |